# Коэл, Мэтт
Мэтт Коэл (англ. Matt Koehl; полное имя Мэттиас Коэл младший 22 января 1935 — 9 октября 2014) — лидер полузапрещённой неонацистской группы «Новый порядок». Как заместитель, в августе 1967 Коэл сменил убитого Джорджа Линкольна Рокуэлла на посту руководителя Национал-социалистической партии белых людей (которая была известна до декабря 1966 года как Американская нацистская партия).
В 1983 году переименовал NSWPP в партию «Новый порядок» / New Order в 1983 году и переместил центр в Висконсин.
Являлся лидером Всемирного союза национал-социалистов.

## Публикации
- Some Guidelines To The Development Of The National Socialist Movement (1969)
- Адольф Гитлер: немецкий националист или арийский расиалист
- Безличное действие
- Близится диктатура (2000)
- Будущее зовёт (1972)
- Вельтаншаунг (1996)
- Вера будущего (1982)
- Война продолжается
- Давайте радоваться! (2006)
- Иметь — или быть? (2004)

- Коммунизм, капитализм и христианство (2009)
- Кто такой Адольф Гитлер? (31 июля 1994)
- Многообразие и противоречие многорасового общества (26 Марта 2012)
- Мы национал-социалисты, а не «нацисты» (1980)
- Новый Фольк
- Обретаем космическую точку зрения (2013)
- Он сыграл в эту игру (2013)
- Подлинная революция
- Программа Национал-социалистической партии Белых людей (Cicero, IL: NS Publications, 1980)
- Революционный характер национал-социализма (1980)
- ТАБУ! (NS Bulletin, 1995)
- Уйти от ненависти (1999)
- Хорошее общество (11 января 2005)